# Wireless USB
Wireless USB o abbreviato WUSB (chiamata dall'USB Implementers Forum: Certified Wireless USB)  è un'estensione senza fili per l'USB dotata di elevata ampiezza di banda, a corto raggio che combina la velocità dei dispositivi USB 2.0 con la praticità della tecnologia wireless.
Wireless USB si basa sulla modulazione ultra wideband della WiMedia Alliance, con una banda passante teorica di 480 Mbit/s fino alla distanza di 3 metri e 110 Mbit/s fino a 10 metri.
Opera tra i 3,1 e i 10,6 GHz di frequenza e diffonde la comunicazione su tutto lo spettro secondo la modulazione ultra wideband.
A metà 2007 sono state presentate alcune periferiche 'Certified Wireless USB', conformi allo standard WiMedia PHY 1.1 e MAC 1.0, operanti tra i 3.1 e 4.8 GHz, quali il Dlink DUB-1210 (adapter) e relativo DUB-2240 (il wireless hub), oppure il Belkin F5U302 (che comprende, in bundle, l'adapter e l'hub).
A fine 2007 sono state sviluppate le specifiche Wireless USB 1.1.

## Adapter e Wireless Hub
Tipicamente l'architettura USB comunica via cavo ed è di tipo master/slave, ossia dove l'USB host (implementata sui computer) agisce da master e l'USB slave posta sulle periferiche agisce appunto da slave. Solo l'USB host può gestire la comunicazione e il trasferimento dati sul link. Esistono comunque varianti come il cosiddetto USB On-the-Go per ovviare, limitatamente ad alcuni casi, a questa problematica. Oppure si impiegano gli Hub USB.
Nell'architettura Wireless USB, una periferica WUSB può supportare il DRD (Dual-Role Device), ossia può funzionare essa stessa come host, pur con capacità limitate. Quindi non serve un hub per far comunicare periferiche tra loro.
Attualmente, anche per facilitare l'impiego delle vere periferiche USB in un contesto wireless, sono state introdotte due classi di prodotti. I Device Wire Adapter (DWA) e gli Host Wire Adapter (HWA).
I DWA sono comunemente chiamati WUSB Hub o Wireless USB hub, in quanto concettualmente simili agli 'Hub USB', quindi permettono di collegare più periferiche USB classiche, e contemporaneamente fungono da trasmettitori wireless in UWB, facendo quindi da 'ponte' tra il mondo wired e wireless.
Gli HWA sono invece adattatori wireless che svolgono anche funzionalità da WUSB host. Tipicamente sono dotati di interfaccia USB (o Express Card) da collegare al computer.